# Ludwig von Moos
Ludwig von Moos (ur. 31 stycznia 1910, zm. 26 listopada 1990) – szwajcarski polityk, członek Rady Związkowej od 17 grudnia 1959 do 31 grudnia 1971. Kierował departamentem sprawiedliwości i policji (1960–1971).
Był członkiem CVP.
Pełnił także funkcje wiceprezydenta (1963, 1968) i prezydenta (1964, 1969) Konfederacji.